# Dipartimento del Taro
Il dipartimento del Taro (département du Taro) fu un dipartimento dell'impero napoleonico situato in Italia. Prende il nome dal fiume Taro che lo attraversa. Creato il 24 maggio 1808, quando il ducato di Parma, Piacenza e Guastalla venne annesso alla Francia in seguito al Trattato di Fontainebleau, aveva come capoluogo Parma e terminò il 21 maggio 1814.

## Storia

### L'invasione napoleonica e la successiva annessione alla Francia

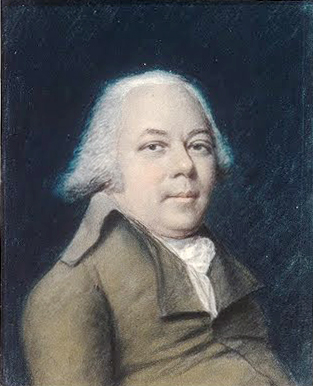
Médéric Louis Élie Moreau de Saint-Méry, amministratore del ducato nel 1802.

Il 21 marzo 1801 con il trattato di Lunéville che sancisce la pace tra la Francia e l'Austria, Napoleone Bonaparte si impadronisce del Ducato di Parma e Piacenza, il confine contestato in Italia veniva sistemato con il Granducato di Toscana trasformato in Regno d'Etruria e assegnato a Ludovico di Borbone, figlio del duca di Parma Ferdinando di Borbone in cambio del Ducato parmense. Precedentemente, nel 1796, le truppe francesi avevano occupato Piacenza e con il trattato di Sant'Ildefonso concluso con la Spagna, la Francia promise di assegnare all'Infante di Parma la Toscana e le Legazioni romagnole con il titolo regio.
Il 10 ottobre 1802 viene annunciata la morte di sua altezza reale l'infante duca don Ferdinando di Borbone il quale rifiutava ancora di lasciare i suoi territori. Il decesso fu diagnosticato come colera sporadico dai medici francesi ma forse si trattò di avvelenamento. Il 24 dello stesso mese avviene la comunicazione della devoluzione alla sovranità francese del Ducato di Parma in seguito alla recente morte dell'infante duca di Parma in virtù di una convenzione precedentemente conclusa tra la Francia e la Spagna.
A questo periodo risalgono le numerose spoliazioni napoleoniche perpetrate nel territorio di Parma; 
con l'armistizio del 9 maggio 1796, il Ducato di Parma e Piacenza dovette consegnare 20 quadri, identificati da commissari francesi. Nel 1803, per ordine del ministro Moreau de Saint Mery, furono tolti gli intagli e gli ornati del palazzo Farnese di Piacenza, da San Sisto il quadro dell’Incoronata coi SS. Anselmo e Martino di Giuseppe Crespi, dal Duomo i due quadri del Lanfranco di Sant’Alessio e San Corrado, da San Lazzaro la tavola di San Rocco opera di Giuseppe Ribeira. Ettore Rota pubblica alcune tabelle riassuntive: 55 opere dal ducato di Parma, delle quali 30 restituite. Il San Corrado del Lanfranco e l’Incoronata del Ribeira rimangono in Francia dove sono ancora visibili. Le restanti opere risultano disperse.

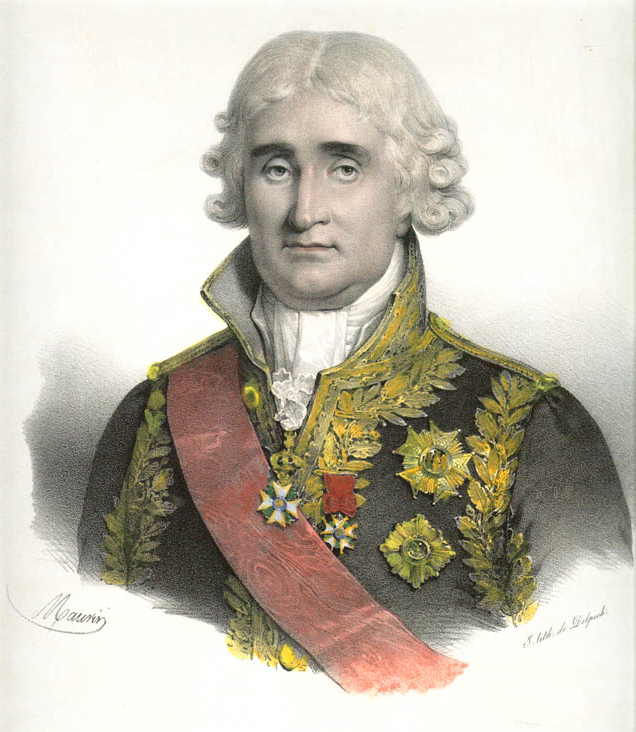
Jean-Jacques Régis de Cambacérès. Principe dell'impero e duca di Parma (puramente nominale) dal 1808 alla fine del dipartimento del Taro

Nello stesso anno, Napoleone affidò il governo a Médéric Louis Élie Moreau de Saint-Méry già presente a Parma dal marzo 1801 per preparare il cambiamento. Moreau de Saint-Méry prende possesso del ducato in qualità di amministratore delegato generale degli Stati Parmensi, patrocinato dal Talleyrand. Con una serie di atti amministrativi, fu l'artefice di importanti riforme nel campo del Diritto: abolì le leggi anti-ebraiche, vietò la tortura, separò completamente le leggi civili dalle leggi penali, fece anche la riforma dei tribunali introducendo nuove leggi, alcune derivate dalla nuova legislazione francese. Il 1º luglio 1805 le riforme giuridiche che introdusse scomparvero con l'introduzione del codice napoleonico in tutto l'Impero.
Lo scontento della popolazione causato dalla coscrizione militare culmina nel 1806 con la sommossa dei contadini di Castel San Giovanni, che degenera in un combattimento con i soldati francesi a Bardi e Borgotaro. Napoleone vede in questi eventi la prova dell'incapacità di Moreau de Saint-Méry di gestire la situazione con maggior fermezza e lo fa sostituire con il generale Junot, che riceve ordini per una repressione rigorosa. Moreau de Saint-Méry cade in disgrazia, senza incarico né salario di consigliere di Stato, e rientra a Parigi rovinato.
Il nuovo prefetto Nardon, con decreto del 20 marzo 1806, divide il territorio in tredici mairies (comuni) nominando primo sindaco di Parma Stefano Sanvitale; nel 1808 gli stati parmensi diventano il Dipartimento del Taro e parte integrante dell'Impero francese, ad esclusione del principato di Guastalla che venne staccato dal Ducato di Parma e assorbito dal Dipartimento del Crostolo. Parallelamente alla formazione di questo dipartimento, la Gazzetta di Parma cambiò il suo nome in Giornale del Taro dal 1811 al 1814.
Nel 1808 Napoleone nomina due cariche simboliche, Jean-Jacques Régis de Cambacérès, principe dell'impero e duca di Parma e Charles François Lebrun, duca di Piacenza, entrambi mantennero il titolo onorifico fino al 1814.

### La fine del Dipartimento

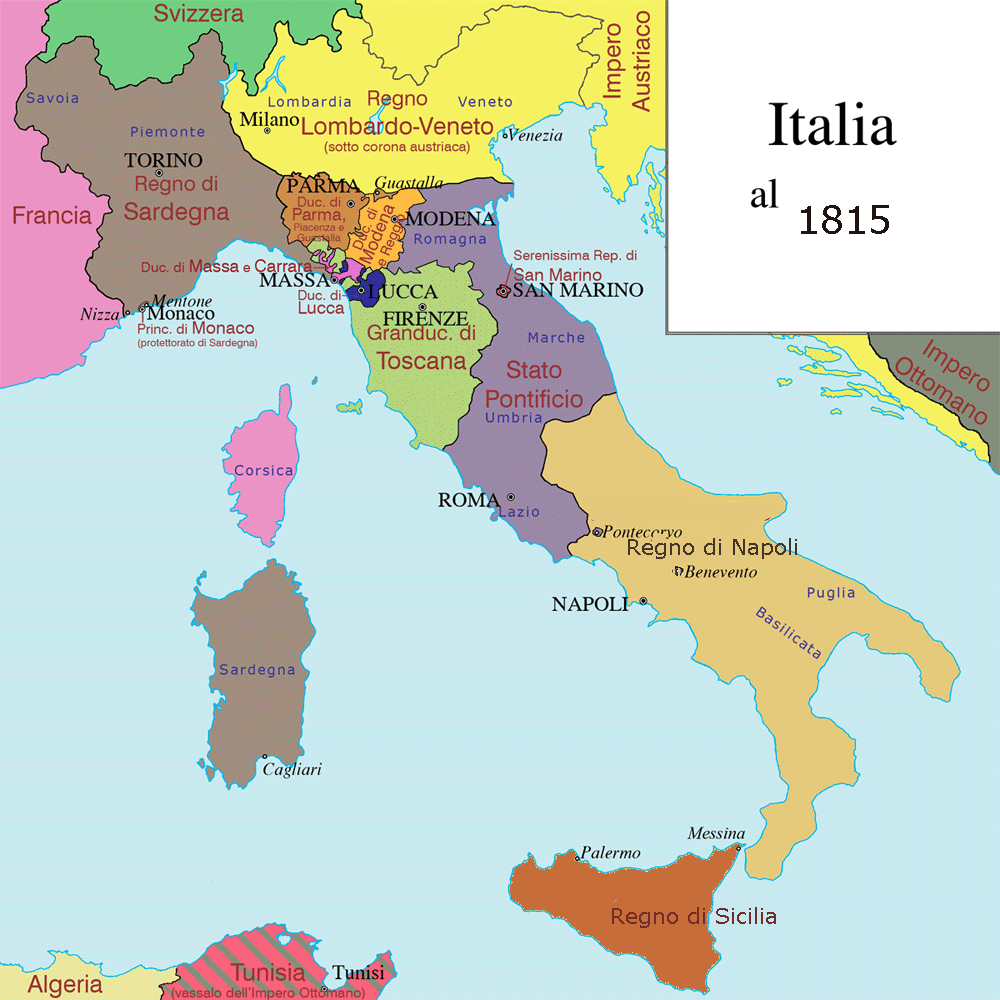
Il Congresso di Vienna (1815) ridisegna la carta dell'Italia. Viene ristabilito il Ducato di Parma e Piacenza.

Il Dipartimento del Taro fu soppresso dopo la sconfitta di Napoleone nel 1814 e il successivo Congresso di Vienna del 1815 ristabilì il Ducato di Parma, Piacenza e Guastalla affidandolo agli Asburgo. Il suo territorio è attualmente diviso nelle province di Parma e di Piacenza.

## Suddivisione, lingua, censimento
Il numero del dipartimento era il 111 e nel 1812 fu diviso nei seguenti distretti:
- Parma
- Borgo San Donnino (l'odierna Fidenza)
- Piacenza

Stemma di Parma nell'Impero napoleonico

La popolazione del territorio era stimata a 375. 558 abitanti per una superficie di 502.236 ettari.
I Prefetti furono Hugues Nardon (1808) e Henry Jean Pierre Antoine Dupont-Delporte (dal mese di ottobre 1810).
La lingua ufficiale negli atti pubblici era il francese, come possiamo vedere nell'atto di battesimo di Giuseppe Verdi, nato il 10 ottobre 1813 a Roncole di Busseto, allora facente parte del dipartimento del Taro. Sul documento, conservato nella Chiesa di San Michele Arcangelo, il futuro musicista viene registrato come "Joseph Fortunin François Verdi".
(L’atto Comunale in lingua originale redatto a Busseto il 12 ottobre 1813)
(traduzione dal francese)

### Suddivisioni e nomenclatura dell'autorità costituita
Signore Conte Bigot Préameneu,
date l'ordine al prefetto del dipartimento del Taro di scegliere i cinquanta sacerdoti peggiori di quelli che sono a Parma, e cinquanta dei peggiori di Piacenza, e di dirigere quelli di Piacenza su Genova, e quelli di Parma sulla Spezia. Scrivete ai comandanti della marina in questi due porti, e vedete il ministro della marina che ha dato ovunque ordini generali, perché 24 ore dopo il loro arrivo, questi sacerdoti siano imbarcati per la Corsica. Si vedrà l'effetto che produrrà la distanza di questi cento individui ed il loro esilio in Corsica. Penso che occorra assegnare trenta franchi al mese a ciascuno di loro. Scriverete in Corsica per fare loro toccare questo trattamento. Vedrete il ministro della polizia, per il modo in cui saranno trattati nelle città di Corsica e per le misure da adottare perché non sfuggano affatto e non causino affatto disordini. Su questo prego Dio che li abbia nella sua guardia santa.
A Parigi, il 3 febbraio 1811, Napoleone.
Nell'Almanacco Imperiale per l'anno 1800, capitolo X (organizzazione amministrativa), sezione II, relativa alla Tabella dei Dipartimenti con il numero dei deputati che si devono eleggere per la formazione del corpo-Legislativo; la suddivisione militare, il gruppo della legion d'onore, le diocesi, la Corte d'appello dalla quale dipende; la suddivisione dei circondari comunali e delle Giustizie di Pace, l'organizzazione delle Prefetture e Sotto-Prefetture, ecc., si legge:
Questo dipartimento è composto dagli stati precedenti di Parma e di Piacenza. È limitato a est con il torrente Enza (Regno d'Italia), a ovest con il dipartimento di Genova, a sud con quello degli Appennini, e a Nord da parte del Po (regno d'Italia); la sua superficie è di circa 502,236 ettari; la sua popolazione è di 375,558 individui; è diviso in tre circondari comunali, il cui primo è ancora diretto da un sotto-delegato stabilito dal decreto imperiale del 2 termidoro, anno 13, e che vi esercita le funzioni attribuite ai Sotto-Prefetti dalla legge del 28 piovoso, anno 8. Questo dipartimento che fa parte della seconda serie, ed ha sei deputati ad eleggere al corpo legislativo, è compreso nella ventottesima divisione militare, il sedicesimo gruppo della legione d'onore, la senatorieria ....... delle diocesi di Parma, Borgo San Donnino e Piacenza, e rientra nella giurisdizione della Corte d'appello di Genova.
PREFETTURA
- Sig. Barone Hugues Nardon, Prefetto a Parma.
- Sig. Guiod, Segretario Generale.
- Consiglio di Prefettura composto da quattro Membri: Messieurs Bondani, Nasalli, Cornacchia, Reynaud.

SOTTO-PREFETTURE
Circondario di Parma
- De Gubernatis, Sotto-Prefetto a Parma, 7 dicembre 1805 - 30 marzo 1812.
- Littardi, 30 marzo 1812 - 15 febbraio 1814.
- Capoluoghi delle Giustizie di Pace: Colorno, Corniglio, Donato (San), Fornovo, Langhirano, Pancrazio (San), Parma (due Giustizie di pace), Poviglio, Sissa, Traversetolo, Vairo.
- Sig. ..........., Sindaco a Parma.

Circondario di Piacenza
- Sig. Caravel, Sotto-Prefetto a Piacenza, 7 dicembre 1805 - 15 febbraio 1814.
- Capoluoghi delle Giustizie di Pace: Agazzano, Bettola, Borgonovo, Castel San Giovanni, Pianello, Piacenza (due giustizie di pace), Ponte dell'Olio, Pontenure, Rivergaro, Rottofreno.
- Sig. ............, Sindaco a Piacenza.

Circondario di Borgo San Donnino
- Locard, Sotto-Prefetto a Borgo San-Donnino, 7 dicembre 1805 - 6 novembre 1811.
- Ferdinando Cornacchia, 13 novembre 1811 - agosto 1812.
- Capoluoghi delle Giustizie di Pace: Bardi, Borgo San Donnino, Busseto, Carpaneto, Cortemaggiore, Fiorenzuola, Fontanellato, Lugagnano, Monticelli d'Ongina, Noceto, Pellegrino Parmense, San Secondo Parmense, Zibello.

Circondario di Guastalla
- Payani, 7 dicembre 1805 (il 30 marzo 1806 il circondario è ceduto a Paolina Borghese e il 24 maggio 1806 passa al Regno d'Italia).